# Sèrgia (germana de Catilina)
Sèrgia (en llatí Sergia) va ser una dama romana, germana de Catilina, que va viure al segle i aC. Formava part de la gens Sèrgia, una antiga gens romana d'origen patrici.
Es va casar amb Quint Cecili, un cavaller romà, a qui el seu cunyat Catilina va fer matar en temps de la proscripció de Sul·la, segurament l'any 81 aC. Sèrgia, igual que el seu germà, tenia molt mal caràcter segons Ciceró.